# Window Shopper
Window Shopper – drugi singiel promujący ścieżkę dźwiękową Get Rich or Die Tryin’ amerykańskiego rapera 50 Centa. Został wydany 6 grudnia, 2005 roku. Uplasował się na 20. miejscu notowania Billboard Hot 100.

## Notowania
| Notowanie (2005)                     | Kraj              | Pozycja |
| ------------------------------------ | ----------------- | ------- |
| ARIA Charts                          | Australia         | 13      |
| Media Control Charts                 | Niemcy            | 20      |
| UK Singles Chart                     | Wielka Brytania   | 11      |
| U.S. Billboard Hot 100               | Stany Zjednoczone | 20      |
| U.S. Billboard Hot Rap Tracks        | Stany Zjednoczone | 9       |
| U.S. Billboard Hot R&B/Hip-Hop Songs | Stany Zjednoczone | 14      |
| U.S. Billboard Pop 100               | Stany Zjednoczone | 41      |